# Reprezentacja San Marino w koszykówce mężczyzn
Reprezentacja San Marino w koszykówce mężczyzn – drużyna, która reprezentuje San Marino w koszykówce mężczyzn. Za jej funkcjonowanie odpowiedzialny jest Sanmaryński Związek Koszykówki (FSP). Nigdy nie udało jej się zakwalifikować do Mistrzostw Europy, Mistrzostw Świata, czy Igrzysk Olimpijskich. Aktualnie należy do dywizji C.